# 三茂钪
三茂钪是一种有机钪化合物，化学式为Sc(C5H5)3。它是稻草色的晶体，可由无水三氯化钪和环戊二烯基钠在四氢呋喃中反应得到。若以三氟化钪和二茂镁为原料反应，则会得到三茂钪和氟化二茂钪的混合物。它遇水分解，生成环戊二烯和氢氧化钪。